# Apseudomorpha brasiliensis
Apseudomorpha brasiliensis is een naaldkreeftjessoort uit de familie van de Metapseudidae. De wetenschappelijke naam van de soort werd voor het eerst geldig gepubliceerd in 2020 door Segadilha en Serejo.